# Alkermes

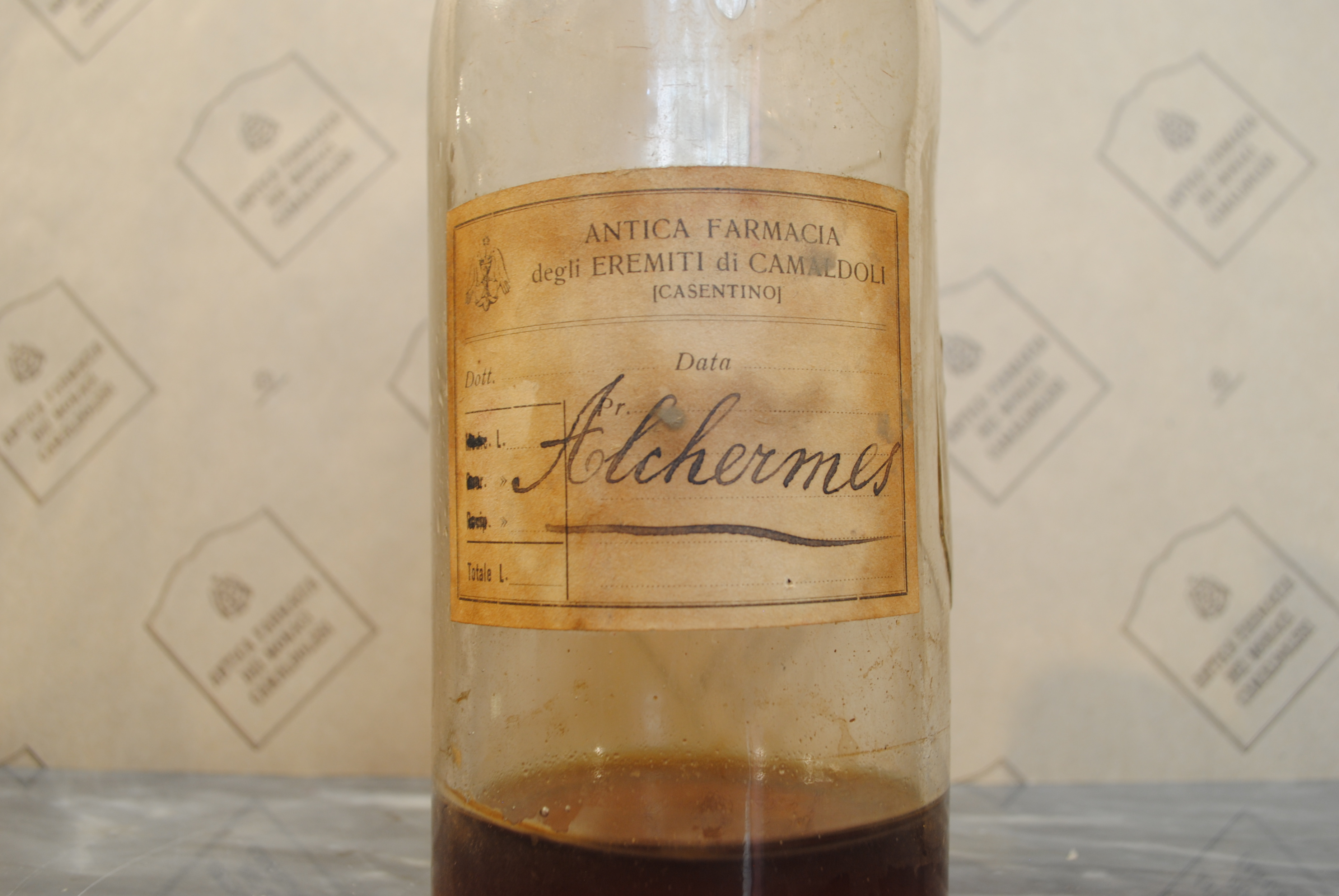
Alkermes tradycyjny trunek

Alkermes – rodzaj napoju alkoholowego o czerwonej barwie, który dzięki przyprawom korzennym jest bardzo aromatyczny; likier włoskiego pochodzenia. 

## Historia
Likier Alkermes produkowany był we Florencji już w XIII wieku, prawdopodobnie metoda jego wytwarzania dotarła do Włoch z krajów arabskich przez Hiszpanię. Recepturę Alkermesu opisał w 1743 roku brat Cosima Buccelli.  Nazwa likieru pochodzi od arabskiego słowa al ghirmiz oznaczającego koszenilę. Wielbicielami Alkermesu byli Wawrzyniec Wspaniały, papież Leon X i papież Klemens VII. Alkermes uważany był przez Medyceuszy za eliksir długowieczności. 
Alkermes znany był w kuchni staropolskiej.
Alkermes jest produkowany rzemieślniczo. Stosowany jest obecnie jako dodatek do ciast i deserów, takich jak na przykład pesche di Prato czy zuppa inglese.

## Opis
Alkermes jest słodkim likierem o intensywnie czerwonej barwie pochodzącej od dodatku koszenili. Jest to nalew takich składników jak kwiat muszkatołowego, cynamonu, kardamonu, skórki pomarańczowej, anyżu,  goździków z dodatkiem wody różanej, cukru i koszenili.